# Ерик Сийгъл
Ерик Улф Сийгъл (на английски: Erich Wolf Segal) е американски писател, филмов сценарист и преподавател.

## Биография
Сийгъл, чийто баща е равин, е роден на 16 юни 1937 г. в Бруклин, Ню Йорк. Посещава гимназията „Мидууд“ в Бруклин, пътува и до Швейцария, където учи през лятото. Блестящ студент, дипломира се в Харвард през 1958, завършва като поета на випуска и втория по успех, който произнася словото на латински на годишния акт. Следват магистърска степен и докторат. Бил е професор по сравнителна литература в Йейл. Преподавал е гръцки и латински в Харвард, Йейл и Принстън. През 1967 пише сценария за филма на Бийтълс „Жълтата подводница“ (почти непознат днес анимационен филм, изграден изцяло по музика на легендарната ливърпулска четворка), по сюжета на Лий Миноф.

### Love Story
В края на 60-те години, Ерик Сийгъл работи в сътрудничество и по други сценарии. Написва сам романтична история за двама студенти, възпитаници на Харвард и Радклиф, но не успява да я продаде. Все пак Лойс Уолъс – литературен агент към Уилям Морис – му предлага да преработи сценария в роман. Резултатът е литературното и филмово явление, със заглавие „Любовна история“. Книгата оглавява класацията за продажби на „Ню Йорк Таймс“, става най-продаваното произведение в художествена проза за цялата 1970 в САЩ. Преведена е на над двадесет езика по света. Едноименният филм е челната атракция на бокс-офиса за 1971.
Ерик Сийгъл продължава да пише още романи и филмови сценарии, включително и продължението на „Любовна история“, озаглавено „Историята на Оливър“ (1977).

## Писателска и преподавателска дейност след „Любовна история“
Публикува множество научни трудове наред с преподавателската си дейност в университета. Като професор е изнасял цикъл от лекции в университета в Мюнхен, в университета Принстън, както и в Дартмут Колидж. Написал е сериозни научни разработки върху древногръцката и латинската литература.
Романът му „Последно танго в Харвард“ (1985), семейна хроника, вдъхновена от харвардския випуск 1958 г., също става бестселър и е отличен с литературни награди във Франция и Италия. „Лекари“ е друго негово произведение, оглавило класацията за продажби на „Ню Йорк Таймс“.

## Семейство
От 1975 г. Сийгъл е женен за Карън Мариан Джеймс, от която има две дъщери.
В последните 30 години от живота си страда от Паркинсон. Умира от сърдечен удар на 17 януари 2010 г. в Лондон.

## Филмография
- Yellow Submarine (1968)
- The Games (1970)
- R.P.M. (1970)
- Любовна история, Love Story (1970)
- Jennifer on My Mind (1971)
- Oliver's Story (1978)
- A Change of Seasons (1980)
- Man, Woman and Child (1983)
- Doctors (1988)
- Acts of Faith (1992)

### Самостоятелни романи
- The Comedy of Plautus (1968)
- Fairy Tales (1973)
- Man, Woman and Child (1980)
- The Class (1985)
Последно танго в Харвард, изд. „Емас“ (2004), прев. Милко Стоименов
- Doctors (1988)
Лекари, изд.: ИК „Бард“, София (1995), изд. „Емас“ (2004), прев. Мария Чобанова и др.
- Acts of Faith (1992)
Грях и спасение, изд. „Емас“ (2003), прев. Ани Еврева
- Prizes (1995)
Награди, изд.: ИК „Бард“, София (1995), прев., Цветана Генчева, Юлия Чернева, Крум Бъчваров
- Only Love (1998)

### Серия „Любовна история“ (Love Story)
1. Love Story (1970)
Любовна история, изд. „Пергамент прес“ (2011), прев. Станимир Йотов
2. Oliver's Story (1977)

### Документалистика
- Euripides. A collection of critical essays (1968)
- Oxford readings in Greek tragedy (1983)
- Caesar Augustus: Seven Aspects (1984) – с Фергус Милър
- Four comedies: the braggart soldier, the brothers Menaechmus, the haunted house, the pot of gold (1996)
- The Death of Comedy (2001)
- Oxford Readings in Greek Tragedy (2001)
- Oxford Readings in Menander, Plautus, and Terence (2002)